# فينوباربيتال
فينوباربيتال (بالإنجليزية: Phenobarbital)‏ هو دواء مهدء ومنوم ومضاد للإختلاج. • تم استخدامه منذ أكثر من 70 عاما. وهو ينتمي إلى مجموعة من أدوية الباربيتورات (Barbiturate).

## الاستعمالات
يستعمل الفينوباربيتال بشكل أساسي لمعالجة مرض الصرع. وأيضا للمساعدة على النوم والاسترخاء مع انه لا يحبذ استعماله منوم ومهدء، لتتوفر ادوية أكثر امانافي الوقت الحاضر.وانما لمعالجة الصرع يعطى فنوباربيتال عادة تزامنا مع ادوية أخرى مضادة للاختلاج مثل الفنيتويئين (Phenytoin). وايضا يستخدم بشكل قليل ونادر لمعالجة التشجنجات في متلازمة القولون العصبي (Irritable Bowel Syndrome).

## طرق الاستعمال
بالنسبة للأطفال.يعطى الدواء عن طريق الفم بمقدار 2 ملغ/كغ ثلاث مرات يوميا، اما بقصد الأسترخاء والنوم فيعطى عن طريق الحقن العضلي أو الوريدي أو تحت الجلد بمقدار 3-5 ملغ/كغ. كما يعطى قبل القيام بالعمليات الجراحية عن طريق الفم أو بالحقن العضلي أو الوريدي بمقدار 1-3 ملغ قبل الإجراء بساعة إلى ساعة ونصف. أما عند البالغين، فيعطى الدواء عن طريق الفَم أو بالحقن العضلي بمقدار 30-120 ملغ/على 2-3 دفعات يوميا، أو بالحقن العضلي أو الوريدي أو تحت الجلد بمقدار 100-320 ملغ، وقبل القيام بعمل جراحي يعطى عن طريق الحقن العضلي بمقدار 100-200 ملغ.

## آلية العمل
الفينوباربيتال يؤثر بشكل كبير في المواد الكيميائية التي تنتقل إلى الدماغ، (والتي تؤدي إلى حالة عدم التوازن وتسبب الأرق)، ويوقف نوبات الصرع عن طريق لجم النشاطات المفرطة الكهربائية عن طريق التأثير في بعض النواقل العصبية في الدماغ.

## الاثار الجانبية
العيب الأساسي للفنوباربيتال هو انه يسبب النوم العميق. وقد يسبب الشعور بالدوخةوخاصة عند النهوض، لذلك يتوجب النهوض بشكل بطيء، والنعاس، أو التشويش أو ضبابية في الرؤية، واحيانا يسبب في تغيرات طرق التفكير كما يمكن أن يسبب كثرة اللمفاويات. كما يمكن أن يسبب عند الأطفال، في بعض الاحيان، بحالات لفرط الانفعال.

## وصلات إضافية
- http://www.rxlist.com/phenobarbital-drug.htm
- http://www.netdoctor.co.uk/brain-and-nervous-system/medicines/phenobarbital.html
- http://www.nlm.nih.gov/medlineplus/druginfo/meds/a682007.html
- http://www.patient.co.uk/medicine/phenobarbital
- http://www.webmd.com/drugs/drug-8689-phenobarbital+oral.aspx?drugid=8689&drugname=phenobarbital+oral